# Pesca con l'arco

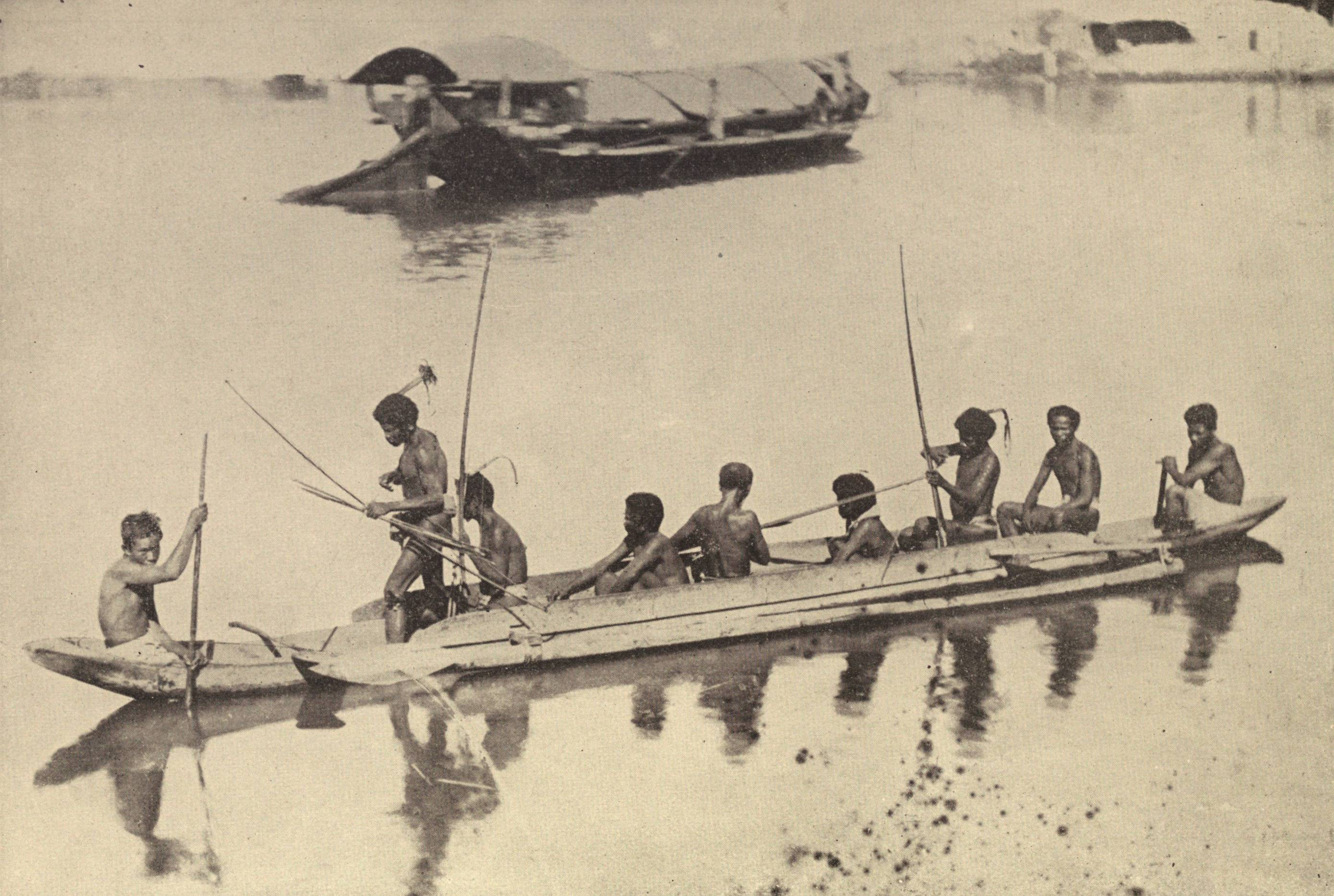
Nativi delle Filippine a pesca con l'arco

La pesca con l'arco è un tipo di pesca effettuata utilizzando arco e frecce.

## Diffusione
Molto praticata negli Stati Uniti, dove è perfettamente legale e coinvolge, oltre ai praticanti, numerosi produttori di attrezzature e agenzie che organizzano specifiche uscite di pesca sia in fiumi e laghi sia in mare. In Italia la pesca con l'arco è equiparata alla fiocina, quindi è vietata nelle acque demaniali interne, mentre è consentita nei laghetti di pesca sportiva laddove il gestore la autorizzi. In mare, essendo equiparata alla fiocina, parrebbe essere praticabile;

## Caratteristiche

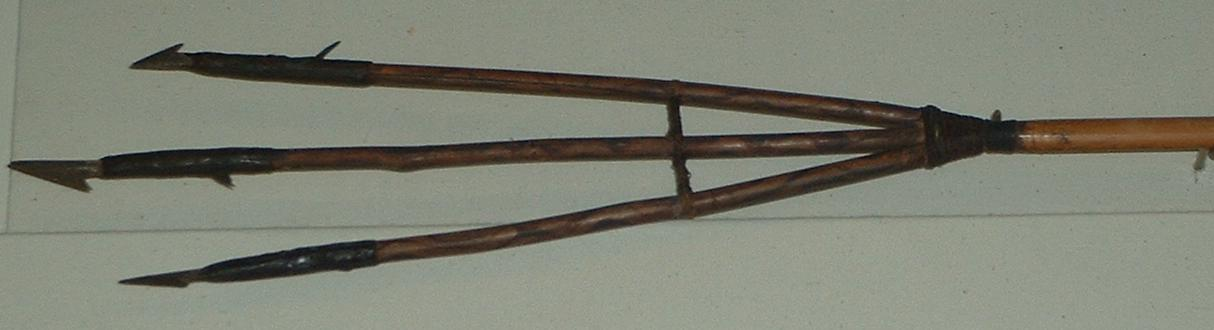
Freccia a tre punte usata per la pesca con l'arco fluviale in Guyana

Si tratta di una pratica difficile e che generalmente offre risultati molto inferiori rispetto a chi pesca in modo tradizionale; si richiede infatti una notevole destrezza con l'attrezzatura, superando anche la difficoltà creata alla mira dal fenomeno della rifrazione (il bersaglio non è dove lo si vede). Inoltre è ovviamente indispensabile vedere il pesce, cosa possibile solo in alcune stagioni e in particolari condizioni atmosferiche. Le prede più comuni sono le trote, e comunque il pesce destinato all'alimentazione, che una volta arpionato viene finito col noccatore non appena recuperato. Si evitano le carpe, non solo perché il loro prelievo è spesso vietato, ma anche perché preda poco significativa in quanto grossa e lenta, quindi decisamente poco stimolante.

## In Italia
La sola federazione di riferimento in Italia è la FIARC (Federazione Italiana Arcieri Tiro di Campagna). Potenzialmente qualunque arco di adeguata potenza può essere utilizzato: sia tradizionale (in legno e fibra) sia compound. Dovrà essere attrezzato con un sistema di recupero della freccia (mulinello). La freccia sarà particolarmente pesante rispetto a quelle per il tiro tradizionale, per poter mantenere energia anche passando nell'acqua, e sarà dotata di punta con ardiglione (per non perdere il pesce in caso di tiro non passante) e di sagola fissata all'estremità opposta (dalla parte della cocca) per consentire il recupero di freccia e pescato.
Tramite la FIARC si praticano gare di pesca con l'arco che raccolgono ogni anno un numero selezionato di appassionati. Oltre alle classiche categorie FIARC per età e sesso, sono previste due categorie a seconda della tipologia di arco (archi tradizionali e archi tecnologici) e le gare si svolgono su quattro tempi da 45 minuti con 15 minuti di pausa, per un totale di 4 ore. L'assegnazione del punteggio prevede 30 punti per ogni pesce catturato, oltre a 1 punto per ogni 100 g di peso del pescato. Ad oggi, si sono tenuti 6 campionati Italiani FIARC di pesca con l'arco e vengono premiati anche alcuni circuiti regionali (es. Lombardia).